# José Luis Escrivá
José Luis Escrivá Belmonte (Albacete, 5 dicembre 1960) è un economista e politico spagnolo Governatore del Banco de España dal 12 settembre 2024. Precedentemente, ha ricoperto il ruolo di Ministro della transizione digitale nel Governo Sánchez III, dal 21 novembre 2023 al 6 settembre 2024, e di Ministro dell'inclusione, della sicurezza sociale e delle migrazioni nel Governo Sánchez II, dal 13 gennaio 2020 al 21 novembre 2023.

## Biografia
È nato ad Albacete il 5 dicembre 1960. All'età di 18 anni si è trasferito a Madrid per continuare la sua formazione universitaria, dove si è laureato in Scienze economiche presso l'Università Complutense di Madrid (UCM). È sposato e ha due figli.
José Luis Escrivá ha iniziato la sua carriera presso la Banca di Spagna, dove ha ricoperto diverse posizioni nel servizio di ricerca, e successivamente ha continuato in Europa, dove ha partecipato attivamente al processo di integrazione monetaria dal 1993 come consulente dell'Istituto monetario europeo.
Con la creazione dell'Unione monetaria, è stato nominato capo della Divisione politica monetaria della Banca centrale europea a Francoforte dal 1999 al 2004. Tra il 2012 e il 2014 è stato direttore per l'America della Banca dei regolamenti internazionali.
Tra il 2004 e il 2012 ha lavorato nel gruppo BBVA, prima come capo economista e direttore del servizio di studio e, dal 2010, come amministratore delegato dell'area delle finanze pubbliche.
Nel febbraio 2014 è diventato il primo presidente dell'Autorità indipendente per la responsabilità fiscale (AIReF), un organo creato dal governo spagnolo presieduto da Mariano Rajoy per volere dell'Unione europea per la revisione dei conti pubblici, che ha presieduto fino al Gennaio 2020 dopo la sua nomina a ministro. 
Inoltre, nel novembre 2015 è diventato presidente della Rete delle istituzioni fiscali indipendenti dell'Unione europea (EUIFIS) con sede a Bratislava dalla sua creazione nel 2015. In seguito è stato rieletto a la posizione nel 2017 e, dopo aver completato il suo mandato a novembre 2019, Seamus Coffey, presidente dell'Autorità irlandese, è stato eletto nuovo presidente.

### Ministro
Nel gennaio 2020, il presidente del governo Pedro Sánchez lo ha eletto a capo del nuovo ministero per l'inclusione, la sicurezza sociale e la migrazione, un dipartimento di recente creazione che ha assunto le funzioni del precedente ministero del Lavoro, della migrazione e della sicurezza sociale in tutto ciò che riguarda l'amministrazione della previdenza sociale e le politiche del governo in materia di migrazione e inclusione sociale e il Ministero delle finanze, per quanto riguarda le classi passive.
Viene nominato dal re e giura davanti a lui il 13 gennaio 2020. 
Il ministro è apparso per la prima volta nella Commissione Lavoro, Inclusione, Sicurezza Sociale e Migrazione del Congresso dei Deputati il 27 febbraio 2020, dove ha spiegato le linee generali della politica del suo dipartimento. In esso, ha spiegato, che la gestione del suo ministero ruoterebbe attorno a tre aree principali: pensioni - garantire un sistema pensionistico sufficiente e sostenibile - politiche di inclusione - stabilire nuove politiche inclusive che riducano la disuguaglianza, l'incertezza e l'esclusione sociale -e le migrazioni - un nuovo quadro giuridico per ordinare e garantire ai migranti - tutti quanti, ha affermato il ministro, in cerca di un ampio consenso. 
Una delle misure che il ministro ha proposto in detta commissione per quanto riguarda l'inclusione, è stata la progettazione di un reddito minimo di inclusione. Questa è, ha affermato il ministro nel suo aspetto, la politica più pertinente che deve essere attuata dal nuovo Segretariato generale per gli obiettivi e le politiche in materia di inclusione sociale e sicurezza sociale.
A causa della pandemia di COVID-19 che ha colpito fortemente la Spagna, il lavoro è stato accelerato attorno a questo nuovo reddito minimo vitale, una misura sostenuta anche dal partner della coalizione di governo, Unidas Podemos, attraverso la Vice Presidenza sui diritti sociali e l'agenda 2030. Escrivá, nell'aprile 2020, ha dichiarato che le ultime frange sarebbero state finalizzate e che il reddito minimo - che sarà permanente - sarebbe stato approvato a maggio e avrebbe beneficiato di circa 3 milioni di persone.
Il 21 novembre 2023, Pedro Sánchez, da poco riconfermato Presidente del Governo di Spagna, lo nomina nel ruolo di Ministro della transizione digitale. Detiene questo ruolo fino al 6 settembre 2024.

### Governatore della Banca di Spagna
Il 6 settembre 2024, dopo essere stato nominato Governatore del Banco de España sempre da Pedro Sánchez, da le dimissioni da ministro, assumendo il nuovo incarico.